# Бирроидные
Бирроидные (лат. Byrrhoidea) — надсемейство водных или полуводных жесткокрылых, включающее несколько семейств, которые либо являются водными, либо связаны с полуводной средой обитания.

## Описание
Мелкие и среднего размера жуки, подавляющее большинство видов мелкие (<1 см) и преимущественно тускло-коричневые или чёрные. Представители этой группы включают обитателей водной или полуводной среды обитания. Помимо надсемейства Hydrophiloidea, большинство оставшихся водных разноядных жуков относятся к этому надсемейству.

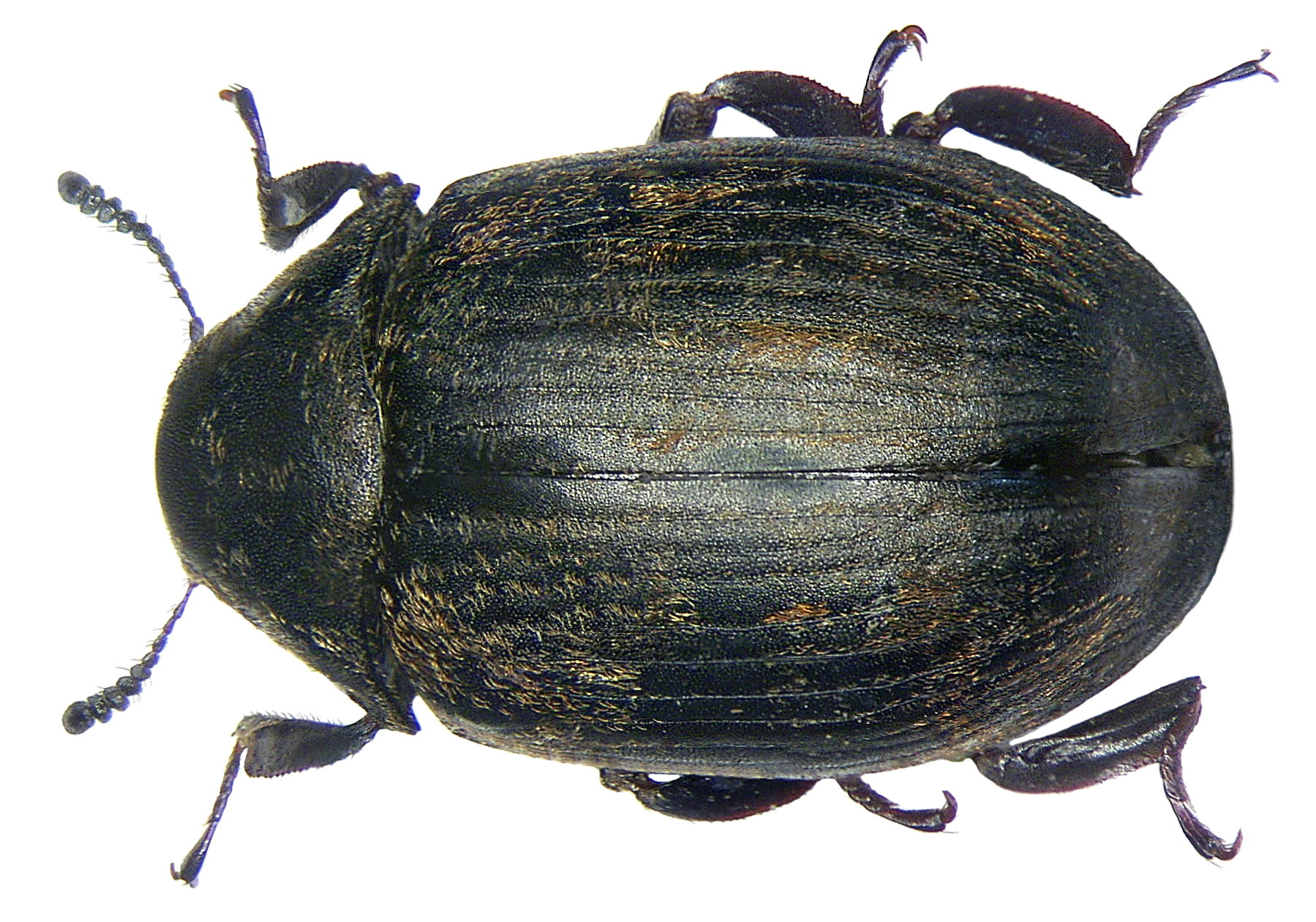
Byrrhus pilula
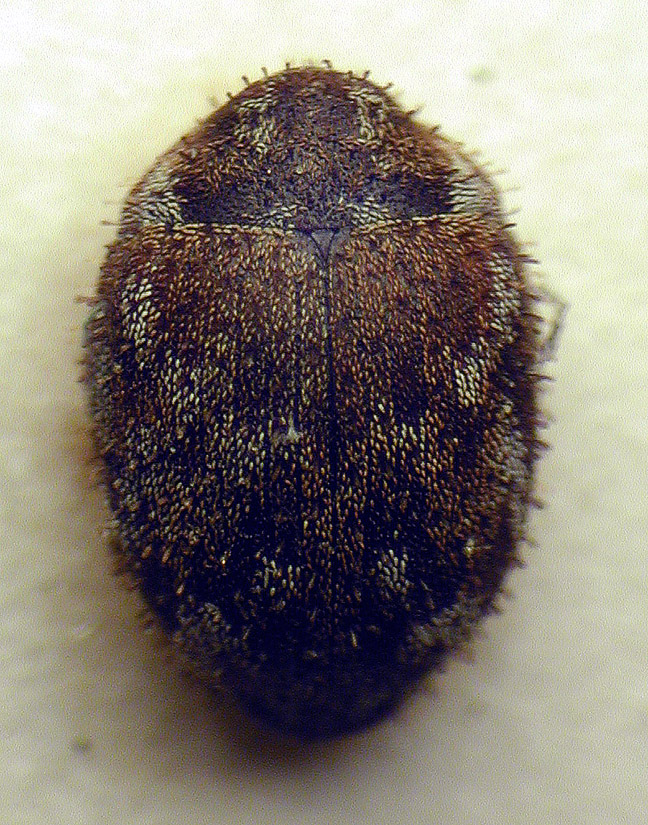
Curimopsis paleata

## Систематика
В широком таксономическом объёме включает около 4 000 видов (иp более 300 родов из 11-15 семейств), главным образом из Elmidae (149 родов, 1500 видов), Ptilodactylidae (34, 500) и Byrrhidae (38, 430).
Однако, большую часть этих семейств иногда выделяют в отдельное надсемейство Dryopoidea (Heteroceridae, Limnichidae, Dryopidae, Lutrochidae, †Mastigocoleidae и клада из Eulichadidae и Callirhipidae, а также Chelonariidae,
Elmidae, Eulichadidae, Psephenidae и Ptilodactylidae).
Список семейств Byrrhoidea по Slipinski et al. (2011; и число таксонов) и Bouchard et al. (2011, 2020):
- Byrrhidae Latreille, 1804 (38 родов, 430 видов)
- Elmidae Curtis, 1830 (149, 1500)
- Dryopidae Billberg, 1820 (1817) (33, 300)
- Lutrochidae Kasap and Crowson, 1975 (1, 11)
- Limnichidae Erichson, 1846 (37, 390)
- Heteroceridae  W. S. MacLeay, 1825 (15, 300)
- Psephenidae Lacordaire, 1854 (35, 290)
- Cneoglossidae Champion, 1897 (1, 10)
- Ptilodactylidae Laporte, 1836 (34, 500)
- Chelonariidae Blanchard, 1845 (3, 250)
- Eulichadidae Crowson, 1973 (2, 30)
- Callirhipidae Emden, 1924 (9, 150)
- ?Podabrocephalidae Pic, 1930 (1,1), или в Elateroidea[1], или Incertae sedis в Elateriformia[9].

## Распространение
Встречаются всесветно.
На территории России представлено следующими 7-ю семействами:
- Семейство Byrrhidae (пилюльщики) — В России — 60 в. Источник оценки: С. Э. Чернышев [2000].
- Семейство Elmidae (речники) — В России — 17 в. Источник оценки: Б. М. Катаев [1995].
- Семейство Dryopidae (прицепыши) — В России — 15 в. Источник оценки: Б. М. Катаев [1995].
- Семейство Limnichidae (лжепилюльщики) — В России — 7 в. Источник оценки: Б. М. Катаев [1995].
- Семейство Heteroceridae (пилоусы) — В России — 19 в. Источник оценки: Б. М. Катаев [1995].
- Семейство Psephenidae (волнушки) — В России — 3 в. Источник оценки: Кирейчук, 2001 + [Г. Ш. Лафер, 2004].
- Семейство Ptilodactylidae (птилодактилиды) — В России — 2 в. Источник оценки: Кирейчук, 2001.

## Палеонтология
Древнейшие представители надсемейства были найдены в средней юре Китая, а также в мелу Бразилии, Китая и Мьянмы.
- †Mastigocoleidae[5]